# Arothron multilineatus
Arothron multilineatus là một loài cá có vây thuộc họ Tetraodontidae. Đây là một loài cá không phổ biến và chỉ được biết đến từ bốn mẫu vật từ Pagbilao ở Philippines, mặc dù những bức ảnh của các cá thể ở Quần đảo Ryukyu, Mozambique và Biển Đỏ cho thấy loài có phạm vi phân bố rộng. Loài được mô tả lần đầu bởi nhà ngư học người Nhật Keiichi Matsuura vào năm 2016.

## Mô tả
Vây lưng của A. multilineatus có mười đến mười một tia vây mềm và vây hậu môn có chín đến mười một tia. Cơ thể được bao phủ bởi các gai nhỏ ngoại trừ xung quanh mắt và miệng, các khe mang, các đáy vây và các cạnh của cuống đuôi. Loài cá này trưởng thành đạt đến chiều dài 43 cm (17 in). Nó được đặc trưng bởi có các vạch tuyến tính hẹp màu trắng hẹp trên thân màu nâu xanh đậm. Nó trông giống với loài một loài quý hiếm khác Arothron carduus, có các đường chằng chịt màu tối hẹp trên thân trắng.

## Phân bố loài và môi trường sống
A. multilineatus được tìm thấy ở khoảng độ sâu 10 và 25 m (30 và 80 ft) dưới đáy biển nhiều cát ở quần đảo Ryukyu. Những bức ảnh dưới nước tại đây, cũng như tại Mozambique và Biển Đỏ và bằng chứng tư liệu từ Philippines, cho thấy loài có sự phân bộ rộng rãi.

## Tranh cãi
Các loài cá nóc thuộc chi Arothron thường gặp ở vùng biển nhiệt đới nông của khu vực Ấn Độ - Thái Bình Dương. Những con cá này đã được chụp ảnh và nghiên cứu rộng rãi, nhưng loài cá đặc biệt lớn này không được mô tả cho đến năm 2016, tác giả dựa trên những phát hiện của ông về bốn mẫu vật từ Philippines và hình ảnh của hai mẫu vật từ Biển Đỏ. Điều này đặt ra câu hỏi tại sao một con cá to như vậy không được quan sát trước đây; một kích thước quần thể tối thiểu nhất định sẽ phải tồn tại để các loài có thể tồn tại.
Một giả thuyết khác là đây có thể không phải là một loài thuần chủng, mà có thể là một giống lai có nét khác thường, có lẽ là loài lai giữa A. hispidus và A. stellatus.